# Žlebič, Ribnica
Žlebič je razloženo naselje v Občini Ribnica. Skozi vas teče potok Tržiščica, v bližini je njen požiralnik Tentera.
Deli se na Gornji Žlebič, Žlebič in naselje novih hiš pod Strmco.
V vasi se nahaja kapela Žalostne Matere Božje, zgrajena leta 1987, kateri so leta 1992 prizidali zvonik. Kapela ima lesen oltar delo Mihe Legana, oltarna slika je z motivom Pieta (Tolažnica žalostnih), slikarja Draga Perka.
Žlebič je prometno križišče, kjer se cesta Ljubljana–Kočevje odcepi proti Sodražici. Skozi Žlebič poteka železnica Grosuplje–Kočevje s postajališčem v naselju.
Leta 1896 so v bližini naselja ob kopanju jarka odkrili odlomek bronastega meča. V letu 1981 so na nizkem griču v okolici Žlebiča odkrili naselbino, ki je datirana v pozno bronasto dobo.